# العلاقات الصربية الليبيرية
العلاقات الصربية الليبيرية هي العلاقات الثنائية التي تجمع بين صربيا وليبيريا.

## مقارنة بين البلدين
هذه مقارنة عامة ومرجعية للدولتين:
| وجه المقارنة                                              | صربيا                                                      | ليبيريا      |
| --------------------------------------------------------- | ---------------------------------------------------------- | ------------ |
| المساحة (كم2)                                             | 88.36 ألف                                                  | 111.37 ألف   |
| عدد السكان (نسمة)                                         | 7.02 مليون                                                 | 4.73 مليون   |
| الكثافة السكانية (ن./كم²)                                 | 79.45                                                      | 42.47        |
| العاصمة                                                   | بلغراد                                                     | مونروفيا     |
| اللغة الرسمية                                             | اللغة الصربية                                              | لغة إنجليزية |
| العملة                                                    | دينار صربي                                                 | دولار ليبيري |
| الناتج المحلي الإجمالي (بليون دولار)                      | 41.43 مليار                                                | 2.16 مليار   |
| الناتج المحلي الإجمالي (تعادل القوة الشرائية) بليون دولار | 100.13 مليار                                               | 3.76 مليار   |
| الناتج المحلي الإجمالي الاسمي للفرد دولار أمريكي          | 5.24 ألف                                                   | 455          |
| الناتج المحلي الإجمالي للفرد دولار أمريكي                 | 13.59 ألف                                                  | 842          |
| مؤشر التنمية البشرية                                      | 0.771                                                      | 0.430        |
| رمز المكالمات الدولي                                      | +381                                                       | +231         |
| رمز الإنترنت                                              | .rs، .срб ‏                                                 | .lr          |
| المنطقة الزمنية                                           | توقيت وسط أوروبا، ت ع م+01:00، ت ع م+02:00، أوروبا/بلغراد ‏ | 00           |

## منظمات دولية مشتركة
يشترك البلدان في عضوية مجموعة من المنظمات الدولية، منها:
| علم المنظمة | اسم المنظمة                               | تاريخ انضمام صربيا | تاريخ انضمام ليبيريا |
| ----------- | ----------------------------------------- | ------------------ | -------------------- |
|             | مؤسسة التنمية الدولية                     | 25 فبراير 1993     | 28 مارس 1962         |
|             | مؤسسة التمويل الدولية                     | 25 فبراير 1993     | 28 مارس 1962         |
|             | منظمة حظر الأسلحة الكيميائية              | ?                  | ?                    |
|             | الأمم المتحدة                             | 1 نوفمبر 2000      | 2 نوفمبر 1945        |
|             | الاتحاد الدولي للاتصالات                  | 1 يونيو 2001       | 10 أكتوبر 1927       |
|             | منظمة الشرطة الجنائية الدولية             | ?                  | ?                    |
|             | البنك الدولي للإنشاء والتعمير             | 25 فبراير 1993     | 28 مارس 1962         |
|             | الاتحاد البريدي العالمي                   | ?                  | ?                    |
|             | المركز الدولي لتسوية المنازعات الاستشارية | 8 يونيو 2007       | 16 يوليو 1970        |
|             | وكالة ضمان الاستثمار متعدد الأطراف        | 19 مارس 1993       | 12 أبريل 2007        |
|             | يونسكو                                    | 20 ديسمبر 2000     | 6 مارس 1947          |

## وصلات خارجية
- موقع وزارة الخارجية الصربية
- موقع وزارة الخارجية الليبيرية